# Union démocratique (Frankreich)
Union démocratique (UD) ist der Name zweier französischer Parlamentsfraktionen, die in der Abgeordnetenkammer während der Dritten Republik existierten.

## Erste Gruppe
Sie entstand am 3. Februar 1882 nach dem Sturz des Kabinetts Gambetta aus der Umgestaltung der republikanischen Linken und vereinigte zwischen 1882 und 1885 die Républicains modérés (gemäßigte Republikaner), die Jules Ferry und Charles de Freycinet nahestanden, sowie die letzten Mitglieder des Centre Gauche (linkes Zentrum). Der Hauptunterschied zur Union républicaine bestand darin, dass letztere auch die Anhänger Léon Gambettas umfasste. Am 13. Mai 1882 wurde Sadi Carnot zum Fraktionsvorsitzenden gewählt.
Zu diesem Zeitpunkt war sie mit rund 170 Mitgliedern die zweitstärkste Fraktion in der Abgeordnetenkammer. Als Regierungsrepublikaner unterstützten ihre Mitglieder alle Ministerien, die zwischen 1882 und 1885 aufeinander folgten. Sie konkurrierten auf der Linken mit der radikalen Extrême Gauche (radikale Linke) unter Clemenceau, der Gauche radicale (radikale Linke) unter René Goblet und der Union républicaine; auf der Rechten mit dem Centre Gauche und der Union des droites.
Nach der Niederlage bei den Parlamentswahlen von 1885 schlossen sich die Abgeordneten der Union démocratique mit denen der Union républicaine zur Union des Gauches zusammen. Die Fraktion zählte damals 200 Abgeordnete.

## Zweite Gruppe
Die zweite Gruppierung dieses Namens wurde 1902 als Nachfolgerin der Union progressiste (fortschrittliche Union) gegründet. Sie umfasste die gemäßigten Republikaner, die die Regierung von Pierre Waldeck-Rousseau unterstützten. 1905 spalteten sich jedoch die treuesten Anhänger Émile Combes’ ab und gründeten die Fraktion der Gauche démocratique (Demokratische Linke). Die Fraktion zählte nur noch etwa 50 Abgeordnete, die zwischen Opposition und gemäßigter Unterstützung der Regierung schwankten. Sie verschwand 1910, als die Doppelmitgliedschaft von den meisten anderen Fraktionen abgelehnt wurde.